# Llista de cançons del Guitar Hero Live
Repertori complet de la banda sonora que inclou el videojoc musical Guitar Hero Live, setè títol principal de la saga Guitar Hero. Desenvolupat per l'empresa FreeStyleGames, i distribuït per Activision, fou el primer videojoc de la saga disponible per la videoconsoles de 8ena generació (PlayStation 4, Xbox One i Wii U) a més de dispositius iOS. Tornant als orígens de la franquícia, aquest tornava a estar dedicat únicament en la guitarra i obviava els instruments afegits en els darrers títols. La seva publicació es va produir el 20 d'octubre de 2015 a tot el món.

## Repertori principal
La banda sonora principal està formada per 42 cançons incloses en el disc per representar el mode de joc principal. Els jugadors progressen a través del mode carrera que permet millorar el seu nivell. Estan repartides en escenaris de tres i cinc cançons presentades com un concert o actuació en directe. En completar un escenari, totes les cançons queden disponibles per jugar en la resta de modes de joc, de manera que es pot utilitzar per entrenar i millorar la puntuació obtinguda.
Les cançons estan presentades visualment en format vídeo full motion i en perspectiva de primera persona del guitarrista principal de la banda per tal de crear una experiència immersiva. Durant l'actuació es pot veure la reacció del públic i de la resta de membres de la banda segons el nivell de l'actuació del jugador.
FreeStyleGames va escollir una àmplia varietat de gèneres musicals més enllà de la música rock per tal reptar a diferents tipus de jugadors. Tanmateix, està centrada en música de les darreres dècades i deixant de banda grans clàssics.
| Any  | Artista                | Títol                                                  | Escenari/Espectable             | Banda                    |
| ---- | ---------------------- | ------------------------------------------------------ | ------------------------------- | ------------------------ |
| 2012 | The Gaslight Anthem    | "45"                                                   | Sounddial: Castle Stage         | Broken Tide              |
| 2002 | Good Charlotte         | "The Anthem"                                           | Rock The Block: The Ledges      | Yearbook Ghosts          |
| 2011 | Skrillex               | "Bangarang (ft. Sirah)"                                | Rock The Block: The Ledges      | Quantum Freqs            |
| 2012 | Soundgarden            | "Been Away Too Long"                                   | Rock The Block: Roadblock       | Fighthound               |
| 2013 | Eminem                 | "Berzerk"                                              | Rock The Block: The Ledges      | Quantum Freqs            |
| 2014 | Of Mice & Men          | "Bones Exposed"                                        | Sounddial: Fire Pit             | Blackout Conspiracy      |
| 2010 | Rihanna                | "California King Bed"                                  | Rock The Block: Strictland Park | The Out-Outs             |
| 2004 | Kasabian               | "Club Foot"                                            | Rock The Block: The Ledges      | Quantum Freqs            |
| 2013 | OneRepublic            | "Counting Stars"                                       | Sounddial: Barn Stage           | The Jephson Hangout      |
| 2012 | Imagine Dragons        | "Demons"                                               | Sounddial: Barn Stage           | The Jephson Hangout      |
| 2011 | Neon Trees             | "Everybody Talks"                                      | Rock The Block: The Ledges      | Yearbook Ghosts          |
| 2013 | The 1975               | "Girls"                                                | Rock The Block: Strictland Park | The Jephson Hangout      |
| 2011 | The Black Keys         | "Gold on the Ceiling"                                  | Sounddial: Castle Stage         | Broken Tide              |
| 2008 | Elbow                  | "Grounds for Divorce"                                  | Rock The Block: Strictland Park | The Jephson Hangout      |
| 2013 | Avril Lavigne          | "Here's to Never Growing Up"                           | Rock The Block: Strictland Park | The Out-Outs             |
| 2012 | The Lumineers          | "Ho Hey"                                               | Sounddial: Barn Stage           | Portland Cloud Orchestra |
| 2012 | Mumford & Sons         | "I Will Wait"                                          | Sounddial: Barn Stage           | Portland Cloud Orchestra |
| 2012 | Rival Sons             | "Keep on Swinging"                                     | Rock The Block: Cactus Joe's    | Broken Tide              |
| 2005 | Thirty Seconds to Mars | "The Kill"                                             | Sounddial: Fire Pit             | Our Pasts Collide        |
| 2012 | Pierce the Veil        | "King for a Day" (ft. Kellin Quinn)                    | Sounddial: Fire Pit             | Blackout Conspiracy      |
| 2014 | Jack White             | "Lazaretto"                                            | Rock The Block: Strictland Park | The Jephson Hangout      |
| 2013 | Deap Vally             | "Lies"                                                 | Rock The Block: Roadblock       | Vivid Screams            |
| 2014 | Royal Blood            | "Little Monster"                                       | Sounddial: Castle Stage         | Broken Tide              |
| 2014 | You Me at Six          | "Lived a Lie"                                          | Sounddial: Fire Pit             | Our Pasts Collide        |
| 2012 | Halestorm              | "Love Bites (So Do I)"                                 | Rock The Block: Roadblock       | Vivid Screams            |
| 2013 | Pearl Jam              | "Mind Your Manners"                                    | Rock The Block: Roadblock       | Fighthound               |
| 2012 | Of Monsters and Men    | "Mountain Sound"                                       | Sounddial: Barn Stage           | Portland Cloud Orchestra |
| 2013 | Fall Out Boy           | "My Songs Know What You Did in the Dark (Light Em Up)" | Sounddial: Fire Pit             | Our Pasts Collide        |
| 2013 | Paramore               | "Now"                                                  | Rock The Block: Roadblock       | Vivid Screams            |
| 2012 | Green Day              | "Nuclear Family"                                       | Rock The Block: Roadblock       | Fighthound               |
| 1966 | The Rolling Stones     | "Paint It Black"                                       | Rock The Block: Cactus Joe's    | VIP Party                |
| 2013 | Arctic Monkeys         | "R U Mine?"                                            | Rock The Block: Cactus Joe's    | Broken Tide              |
| 2001 | Blink-182              | "The Rock Show"                                        | Rock The Block: The Ledges      | Yearbook Ghosts          |
| 2013 | Bring Me the Horizon   | "Shadow Moses"                                         | Sounddial: Fire Pit             | Blackout Conspiracy      |
| 2009 | Wolfmother             | "Sundial"                                              | Rock The Block: Cactus Joe's    | Broken Tide              |
| 1976 | Queen                  | "Tie Your Mother Down"                                 | Rock The Block: Cactus Joe's    | VIP Party                |
| 2014 | Rise Against           | "Tragedy + Time"                                       | Sounddial: Castle Stage         | Broken Tide              |
| 2013 | Biffy Clyro            | "Victory Over the Sun"                                 | Sounddial: Castle Stage         | Broken Tide              |
| 2008 | Katy Perry             | "Waking Up in Vegas"                                   | Rock The Block: Strictland Park | The Out-Outs             |
| 2014 | Linkin Park            | "Wastelands"                                           | Rock The Block: The Ledges      | Quantum Freqs            |
| 2006 | The Killers            | "When You Were Young"                                  | Sounddial: Barn Stage           | The Jephson Hangout      |
| 1971 | The Who                | "Won't Get Fooled Again"                               | Rock The Block: Cactus Joe's    | VIP Party                |

## GHTV
En substitució del material descarregable que s'utilitzava en els anteriors videojocs de la saga Guitar Hero, en el Guitar Hero Live es van afegir diverses cançons directament en el "Guitar Hero TV" (GHTV). Aquest mode de joc funciona online i ofereix gratuïtament les cançons als usuaris. Enlloc de jugar de forma immersiva com el mode de joc carrera, les cançons s'interpreten sobre el videoclip o altre material fotogràfic de la banda en concert. El repertori es presenta de forma rotativa, similar a un canal de televisió musical, però igualment, els jugadors poden utilitzar les recompenses aconseguides en el videojoc o microtransaccions per interpretar qualsevol de les cançons disponibles ignorant la rotació.

### Cançons publicació
Un total de dos-centes cançons van estar disponibles en el mode GHTV des de la seva publicació el 20 d'octubre de 2015.
| Any  | Artista                               | Títol                                                  |
| ---- | ------------------------------------- | ------------------------------------------------------ |
| 2008 | Vampire Weekend                       | "A-Punk"                                               |
| 2009 | Orianthi                              | "According to You"                                     |
| 2013 | Alter Bridge                          | "Addicted to Pain"                                     |
| 1999 | Blink-182                             | "All the Small Things"                                 |
| 2015 | 36 Crazyfists                         | "Also Am I"                                            |
| 1987 | Joe Satriani                          | "Always with Me, Always with You"                      |
| 2004 | Green Day                             | "American Idiot"                                       |
| 2015 | Yelawolf                              | "American You"                                         |
| 2013 | The Avett Brothers                    | "Another is Waiting"                                   |
| 2003 | Jet                                   | "Are You Gonna Be My Girl"                             |
| 1993 | Lenny Kravitz                         | "Are You Gonna Go My Way"                              |
| 2014 | Band of Skulls                        | "Asleep at the Wheel"                                  |
| 2013 | White Denim                           | "At Night in Dreams"                                   |
| 2013 | Airbourne                             | "Back in the Game"                                     |
| 2005 | Carrie Underwood                      | "Before He Cheats"                                     |
| 2004 | Slipknot                              | "Before I Forget"                                      |
| 2014 | American Authors                      | "Best Day of My Life"                                  |
| 2014 | We Are the In Crowd                   | "The Best Thing (That Never Happened)"                 |
| 2014 | The Preatures                         | "Better Than It Ever Could Be"                         |
| 2013 | Sleigh Bells                          | "Bitter Rivals"                                        |
| 2014 | Against Me!                           | "Black Me Out"                                         |
| 2010 | Soundgarden                           | "Black Rain"                                           |
| 2014 | Lonely the Brave                      | "The Blue, The Green"                                  |
| 2013 | The Dandy Warhols                     | "Bohemian Like You"                                    |
| 2013 | Decade                                | "Brainfreeze"                                          |
| 1980 | Judas Priest                          | "Breaking the Law"                                     |
| 1994 | Weezer                                | "Buddy Holly"                                          |
| 1996 | Rage Against the Machine              | "Bulls on Parade"                                      |
| 2014 | Jamestown Revival                     | "California (Cast Iron Soul)"                          |
| 2013 | Heaven's Basement                     | "Can't Let Go"                                         |
| 2015 | Hilary Duff                           | "Chasing the Sun"                                      |
| 1990 | Warrant                               | "Cherry Pie"                                           |
| 2001 | System of a Down                      | "Chop Suey!"                                           |
| 2015 | Spring King                           | "City"                                                 |
| 2004 | Chevelle                              | "The Clincher"                                         |
| 2002 | Audioslave                            | "Cochise"                                              |
| 2014 | Islander                              | "Coconut Dracula"                                      |
| 1984 | Stevie Ray Vaughan and Double Trouble | "Cold Shot"                                            |
| 2014 | Royal Blood                           | "Come On Over"                                         |
| 2012 | Kongos                                | "Come with Me Now"                                     |
| 2014 | Foster the People                     | "Coming of Age"                                        |
| 2015 | The Karma Killers                     | "Coming of Age"                                        |
| 2013 | Echosmith                             | "Cool Kids"                                            |
| 2013 | OneRepublic                           | "Counting Stars"                                       |
| 1990 | Pantera                               | "Cowboys from Hell"                                    |
| 2013 | Alter Bridge                          | "Cry of Achilles"                                      |
| 1988 | Living Colour                         | "Cult of Personality"                                  |
| 2014 | Chrissie Hynde                        | "Dark Sunglasses"                                      |
| 2011 | In Flames                             | "Deliver Us"                                           |
| 2013 | Surfer Blood                          | "Demon Dance"                                          |
| 2013 | Wavves                                | "Demon to Lean On"                                     |
| 2010 | Deftones                              | "Diamond Eyes"                                         |
| 2000 | Marilyn Manson                        | "Disposable Teens"                                     |
| 1988 | Cheap Trick                           | "Don't Be Cruel"                                       |
| 2012 | Kevin Rudolf                          | "Don't Give Up"                                        |
| 2013 | The Band Perry                        | "Don't Let Me Be Lonely"                               |
| 2011 | Gary Clark, Jr.                       | "Don't Owe You a Thang"                                |
| 2000 | Disturbed                             | "Down with the Sickness"                               |
| 1999 | Incubus                               | "Drive"                                                |
| 2014 | Nickelback                            | "Edge of a Revolution"                                 |
| 2013 | State Champs                          | "Elevated"                                             |
| 1989 | Faith No More                         | "Epic"                                                 |
| 2011 | Neon Trees                            | "Everybody Talks"                                      |
| 1988 | Queensrÿche                           | "Eyes of a Stranger"                                   |
| 2011 | Black Veil Brides                     | "Fallen Angels"                                        |
| 2014 | Charli XCX                            | "Famous"                                               |
| 2015 | Slaves                                | "Feed the Mantaray"                                    |
| 2012 | Calvin Harris                         | "Feel So Close"                                        |
| 2001 | The White Stripes                     | "Fell in Love with a Girl"                             |
| 2009 | Asking Alexandria                     | "The Final Episode (Let's Change the Channel)"         |
| 2011 | Funeral Party                         | "Finale"                                               |
| 2004 | Modest Mouse                          | "Float On"                                             |
| 2015 | Puppy                                 | "Forever"                                              |
| 1998 | Korn                                  | "Freak on a Leash"                                     |
| 2012 | Spector                               | "Friday Night, Don't Ever Let It End"                  |
| 2012 | Lamb of God                           | "Ghost Walking"                                        |
| 2003 | AFI                                   | "Girl's Not Grey"                                      |
| 2002 | Good Charlotte                        | "Girls & Boys"                                         |
| 2013 | Panic! at the Disco                   | "Girls/Girls/Boys"                                     |
| 2014 | The Pretty Reckless                   | "Going to Hell"                                        |
| 2011 | The Black Keys                        | "Gold on the Ceiling"                                  |
| 1990 | Anthrax                               | "Got the Time"                                         |
| 2014 | Architects                            | "Gravedigger"                                          |
| 2008 | Elbow                                 | "Grounds for Divorce"                                  |
| 1999 | Rage Against the Machine              | "Guerrilla Radio"                                      |
| 2007 | Flobots                               | "Handlebars"                                           |
| 2012 | The Gaslight Anthem                   | "Handwritten"                                          |
| 1990 | Megadeth                              | "Hangar 18"                                            |
| 1978 | Blondie                               | "Hanging on the Telephone"                             |
| 2013 | New Politics                          | "Harlem"                                               |
| 2014 | Angus & Julia Stone                   | "A Heartbreak"                                         |
| 1984 | The Psychedelic Furs                  | "Heaven"                                               |
| 2008 | Rev Theory                            | "Hell Yeah"                                            |
| 2014 | Mastodon                              | "High Road"                                            |
| 1989 | Red Hot Chili Peppers                 | "Higher Ground"                                        |
| 1983 | Pat Benatar                           | "Hit Me with Your Best Shot (Live)"                    |
| 2015 | James Bay                             | "Hold Back the River"                                  |
| 1991 | Temple of the Dog                     | "Hunger Strike"                                        |
| 1979 | The Clash                             | "I Fought the Law"                                     |
| 2012 | ZZ Top                                | "I Gotsta Get Paid"                                    |
| 2014 | Beartooth                             | "I Have a Problem"                                     |
| 2008 | Ida Maria                             | "I Like You So Much Better When You're Naked"          |
| 2014 | Skaters                               | "I Wanna Dance (But I Don't Know How)"                 |
| 1989 | Queen                                 | "I Want It All"                                        |
| 2015 | Zedd ft. Selena Gomez                 | "I Want You to Know"                                   |
| 2013 | Killswitch Engage                     | "In Due Time"                                          |
| 2013 | Black Veil Brides                     | "In the End"                                           |
| 2001 | Sum 41                                | "In Too Deep"                                          |
| 2010 | Four Year Strong                      | "It Must Really Suck to Be Four Year Strong Right Now" |
| 2011 | Real Estate                           | "It's Real"                                            |
| 2014 | Catfish and the Bottlemen             | "Kathleen"                                             |
| 1998 | The Offspring                         | "The Kids Aren't Alright"                              |
| 2014 | Young Rising Sons                     | "King of the World"                                    |
| 2014 | Jack White                            | "Lazaretto"                                            |
| 2014 | TV on the Radio                       | "Lazerray"                                             |
| 2010 | Bruno Mars                            | "The Lazy Song"                                        |
| 2014 | Broken Bells                          | "Leave It Alone"                                       |
| 2014 | alt-J                                 | "Left Hand Free"                                       |
| 2012 | Passenger                             | "Let Her Go"                                           |
| 1981 | Rush                                  | "Limelight"                                            |
| 2014 | The Colourist                         | "Little Games"                                         |
| 2012 | Of Monsters and Men                   | "Little Talks"                                         |
| 2012 | One Direction                         | "Live While We're Young"                               |
| 2013 | Dream Theater                         | "The Looking Glass"                                    |
| 2011 | Cold War Kids                         | "Louder Than Ever"                                     |
| 2014 | The Fray                              | "Love Don't Die"                                       |
| 1990 | Living Colour                         | "Love Rears Its Ugly Head"                             |
| 1977 | Iggy Pop                              | "Lust for Life"                                        |
| 2015 | Sunset Sons                           | "Medicine"                                             |
| 2014 | The Vines                             | "Metal Zone"                                           |
| 1995 | Soul Asylum                           | "Misery"                                               |
| 2015 | Wolf Alice                            | "Moaning Lisa Smile"                                   |
| 1986 | Tesla                                 | "Modern Day Cowboy"                                    |
| 1976 | Boston                                | "More Than a Feeling"                                  |
| 2014 | Marmozets                             | "Move Shake Hide"                                      |
| 1999 | Lit                                   | "My Own Worst Enemy"                                   |
| 2013 | Fall Out Boy                          | "My Songs Know What You Did in the Dark (Light Em Up)" |
| 2010 | My Chemical Romance                   | "Na Na Na (Na Na Na Na Na Na Na Na Na)"                |
| 1992 | Screaming Trees                       | "Nearly Lost You"                                      |
| 2012 | Flyleaf                               | "New Horizons"                                         |
| 2015 | Turbowolf                             | "Nine Lives"                                           |
| 2014 | Gerard Way                            | "No Shows"                                             |
| 2006 | We Are Scientists                     | "Nobody Move, Nobody Get Hurt"                         |
| 2013 | Tonight Alive                         | "The Ocean"                                            |
| 2012 | Green Day                             | "Oh Love"                                              |
| 1987 | R.E.M.                                | "The One I Love"                                       |
| 2013 | Mudhoney                              | "The Only Son of the Widow from Nain"                  |
| 2015 | Courtney Barnett                      | "Pedestrian at Best"                                   |
| 2013 | Walk off the Earth                    | "Red Hands"                                            |
| 2014 | Sunset Sons                           | "Remember"                                             |
| 2012 | The Shins                             | "The Rifle's Spiral"                                   |
| 2013 | A Day to Remember                     | "Right Back at It Again"                               |
| 2014 | Dum Dum Girls                         | "Rimbaud Eyes"                                         |
| 2010 | Cypress Hill                          | "Rise Up (ft. Tom Morello)"                            |
| 2014 | Bleachers                             | "Rollercoaster"                                        |
| 2014 | The Gaslight Anthem                   | "Rollin' and Tumblin'"                                 |
| 1984 | Ratt                                  | "Round and Round"                                      |
| 2012 | The Mowgli's                          | "San Francisco"                                        |
| 2011 | Rise Against                          | "Satellite"                                            |
| 2008 | Kings of Leon                         | "Sex on Fire"                                          |
| 2015 | Low Cut Connie                        | "Shake It Little Tina"                                 |
| 2013 | Grouplove                             | "Shark Attack"                                         |
| 2014 | Ed Sheeran                            | "Sing"                                                 |
| 2013 | Pearl Jam                             | "Sirens"                                               |
| 2014 | The Vamps                             | "Somebody to You (ft. Demi Lovato)"                    |
| 2014 | Blitz Kids                            | "Sometimes"                                            |
| 1989 | Warrant                               | "Sometimes She Cries"                                  |
| 2013 | Biffy Clyro                           | "Sounds Like Balloons"                                 |
| 1994 | Soundgarden                           | "Spoonman"                                             |
| 2003 | Fountains of Wayne                    | "Stacy's Mom"                                          |
| 2013 | Paramore                              | "Still Into You"                                       |
| 2013 | Alice In Chains                       | "Stone"                                                |
| 2013 | Trivium                               | "Strife"                                               |
| 2014 | Grizfolk                              | "The Struggle"                                         |
| 2013 | Vista Chino                           | "Sweet Remain"                                         |
| 2012 | Passion Pit                           | "Take a Walk"                                          |
| 2013 | Bullet for My Valentine               | "Temper Temper"                                        |
| 2011 | Black Tide                            | "That Fire"                                            |
| 2013 | Luke Bryan                            | "That's My Kind of Night"                              |
| 1992 | White Zombie                          | "Thunder Kiss '65"                                     |
| 2006 | Bob Dylan                             | "Thunder on the Mountain"                              |
| 2010 | The Black Keys                        | "Tighten Up"                                           |
| 2007 | MGMT                                  | "Time to Pretend"                                      |
| 2001 | Tenacious D                           | "Tribute"                                              |
| 2012 | Pink                                  | "Try"                                                  |
| 2011 | The Strokes                           | "Under Cover of Darkness"                              |
| 2014 | The War on Drugs                      | "Under the Pressure"                                   |
| 2008 | Hinder                                | "Use Me"                                               |
| 2013 | David Bowie                           | "Valentine's Day"                                      |
| 2015 | Oceans Ate Alaska                     | "Vultures and Sharks"                                  |
| 2014 | The Madden Brothers                   | "We Are Done"                                          |
| 2012 | Dead Sara                             | "Weatherman"                                           |
| 2013 | Jake Bugg                             | "What Doesn't Kill You"                                |
| 2011 | The Joy Formidable                    | ""Whirring"                                            |
| 2014 | The Orwells                           | "Who Needs You"                                        |
| 2012 | fun.                                  | "Why Am I the One"                                     |
| 2013 | Haim                                  | "The Wire"                                             |
| 2013 | Darwin Deez                           | "You Can't Be My Girl"                                 |
| 2006 | Amy Winehouse                         | "You Know I'm No Good"                                 |
| 2013 | Don Broco                             | "You Wanna Know"                                       |

### Cançons afegides
Noves cançons van ser afegides en el mode de joc GHTV de forma regular, aproximadament unes sis cançons setmanals des del seu llançament. Algunes de les cançons s'afegien directament a l'elenc, mentre d'altres s'introduïen mitjançant Premium Shows, generalment unes tres cançons d'un artista, grup o d'un tema. Per accedir a aquests esdeveniments, els jugadors havien de tocar diverses cançons o realitzar microtransaccions. En completar l'esdeveniment, els jugadors obtenien una recompensa. Al cap d'una setmana, aquestes cançons passaven a formar part del videojoc sota demanda, i una setmana després ja entraven en la rotació de cançons.
L'addició de noves cançons van durar fins a l'agost de 2017, tot i que Activision no va confirmar mai si hi hauria noves cançons o es tancaria el servei GHTV. Per sorpresa, a l'abril de 2018 es va afegir una nova cançó però no va ser fins al juny que Activision va confirmar oficialment que el servei estaria actiu fins l'1 de desembre del mateix any.
La següent taula mostra les cançons afegides en el GHTV des de la seva publicació, ja sigui directament o mitjançant Premium Shows.
| Espectacle                                             | Any  | Artista                          | Títol                                              | Data publicació        |
| ------------------------------------------------------ | ---- | -------------------------------- | -------------------------------------------------- | ---------------------- |
| Avenged Sevenfold Live at Download Festival            | 2015 | Avenged Sevenfold                | "Shepherd of Fire (Live)"                          | 20 d'octubre de 2015   |
| Avenged Sevenfold Live at Download Festival            | 2015 | Avenged Sevenfold                | "Nightmare (Live)"                                 | 20 d'octubre de 2015   |
| Avenged Sevenfold Live at Download Festival            | 2015 | Avenged Sevenfold                | "Buried Alive (Live)"                              | 20 d'octubre de 2015   |
| Indie Rock Blockbusters                                | 2011 | Foster the People                | "Don't Stop (Color on the Walls)"                  | 20 d'octubre de 2015   |
| Indie Rock Blockbusters                                | 2003 | The Strokes                      | "Reptilia"                                         | 20 d'octubre de 2015   |
| Indie Rock Blockbusters                                | 2014 | Interpol                         | "All the Rage Back Home"                           | 20 d'octubre de 2015   |
| Guitar Hero Classics                                   | 1982 | Survivor                         | "Eye of the Tiger"                                 | 20 d'octubre de 2015   |
| Guitar Hero Classics                                   | 2005 | Disturbed                        | "Stricken"                                         | 20 d'octubre de 2015   |
| Guitar Hero Classics                                   | 1977 | Queen                            | "We Are the Champions"                             | 20 d'octubre de 2015   |
| Black Veil Brides: Alive & Burning                     | 2015 | Black Veil Brides                | "Heart of Fire (Live)"                             | 4 de novembre de 2015  |
| Black Veil Brides: Alive & Burning                     | 2015 | Black Veil Brides                | "Fallen Angels (Live)"                             | 4 de novembre de 2015  |
| Black Veil Brides: Alive & Burning                     | 2015 | Black Veil Brides                | "In the End (Live)"                                | 4 de novembre de 2015  |
| Legendary Headliners                                   | 2011 | Paramore                         | "Monster"                                          | 4 de novembre de 2015  |
| Legendary Headliners                                   | 2005 | Fall Out Boy                     | "Sugar, We're Goin Down"                           | 4 de novembre de 2015  |
| Legendary Headliners                                   | 2001 | Blink-182                        | "First Date"                                       | 4 de novembre de 2015  |
| Pop Goes GHTV                                          | 2013 | The 1975                         | "Chocolate"                                        | 4 de novembre de 2015  |
| Pop Goes GHTV                                          | 2014 | American Authors                 | "Believer"                                         | 4 de novembre de 2015  |
| Pop Goes GHTV                                          | 2014 | George Ezra                      | "Budapest"                                         | 4 de novembre de 2015  |
| Rock Heroes                                            | 1986 | Iggy Pop                         | "Real Wild Child (Wild One)"                       | 11 de novembre de 2015 |
| Rock Heroes                                            | 2003 | Evanescence                      | "Going Under"                                      | 11 de novembre de 2015 |
| Rock Heroes                                            | 2003 | The White Stripes                | "Seven Nation Army"                                | 11 de novembre de 2015 |
| Fresh for 2015                                         | 2015 | Leon Bridges                     | "Coming Home"                                      | 11 de novembre de 2015 |
| Fresh for 2015                                         | 2015 | Bully                            | "Trying"                                           | 11 de novembre de 2015 |
| Fresh for 2015                                         | 2015 | Lonely the Brave                 | "Victory Line"                                     | 11 de novembre de 2015 |
| Rival Sons: Live at YouTube Space LA                   | 2015 | Rival Sons                       | "Electric Man (Live)"                              | 18 de novembre de 2015 |
| Rival Sons: Live at YouTube Space LA                   | 2015 | Rival Sons                       | "Pressure and Time (Live)"                         | 18 de novembre de 2015 |
| Rival Sons: Live at YouTube Space LA                   | 2015 | Rival Sons                       | "Keep on Swinging (Live)"                          | 18 de novembre de 2015 |
| Lords of Metal                                         | 2001 | System of a Down                 | "Toxicity"                                         | 18 de novembre de 2015 |
| Lords of Metal                                         | 2006 | Bullet for My Valentine          | "Tears Don't Fall"                                 | 18 de novembre de 2015 |
| Lords of Metal                                         | 1990 | Judas Priest                     | "Painkiller"                                       | 18 de novembre de 2015 |
| Pop Punk Perfection                                    | 2001 | Sum 41                           | "Fat Lip"                                          | 18 de novembre de 2015 |
| Pop Punk Perfection                                    | 2011 | Four Year Strong                 | "Just Drive"                                       | 18 de novembre de 2015 |
| Pop Punk Perfection                                    | 2013 | Tonight Alive                    | "Lonely Girl"                                      | 18 de novembre de 2015 |
| Dance Meets Rock                                       | 2015 | The Prodigy                      | "Nasty"                                            | 25 de novembre de 2015 |
| Dance Meets Rock                                       | 2012 | Knife Party                      | "Centipede"                                        | 25 de novembre de 2015 |
| Dance Meets Rock                                       | 2012 | Zedd                             | "Stache"                                           | 25 de novembre de 2015 |
| Face Melting Metal                                     | 2010 | Escape the Fate                  | "Issues"                                           | 25 de novembre de 2015 |
| Face Melting Metal                                     | 2015 | Atreyu                           | "So Others May Live"                               | 25 de novembre de 2015 |
| Face Melting Metal                                     | 2014 | Black Veil Brides                | "Heart of Fire"                                    | 25 de novembre de 2015 |
| N/D                                                    | 2014 | Godsmack                         | "1000hp"                                           | 25 de novembre de 2015 |
| N/D                                                    | 1985 | Robert Palmer                    | "Addicted to Love"                                 | 25 de novembre de 2015 |
| N/D                                                    | 2014 | The Glitch Mob                   | "Can't Kill Us"                                    | 25 de novembre de 2015 |
| N/D                                                    | 2014 | Amaranthe                        | "Drop Dead Cynical"                                | 25 de novembre de 2015 |
| N/D                                                    | 2011 | Chevelle                         | "Face to the Floor"                                | 25 de novembre de 2015 |
| N/D                                                    | 1975 | Rush                             | "Fly by Night"                                     | 25 de novembre de 2015 |
| N/D                                                    | 1983 | Huey Lewis and the News          | "Heart and Soul"                                   | 25 de novembre de 2015 |
| N/D                                                    | 2014 | The Amazing Snakeheads           | "Here It Comes Again"                              | 25 de novembre de 2015 |
| N/D                                                    | 2014 | Lower Than Atlantis              | "Here We Go"                                       | 25 de novembre de 2015 |
| N/D                                                    | 2013 | Five Finger Death Punch          | "The House of the Rising Sun"                      | 25 de novembre de 2015 |
| N/D                                                    | 1984 | Sammy Hagar                      | "I Can't Drive 55"                                 | 25 de novembre de 2015 |
| N/D                                                    | 2014 | Neon Trees                       | "I Love You (But I Hate Your Friends)"             | 25 de novembre de 2015 |
| N/D                                                    | 2011 | Sleeping with Sirens             | "If You Can't Hang"                                | 25 de novembre de 2015 |
| N/D                                                    | 1991 | Primus                           | "Jerry Was a Race Car Driver"                      | 25 de novembre de 2015 |
| N/D                                                    | 1992 | Rage Against the Machine         | "Killing in the Name"                              | 25 de novembre de 2015 |
| N/D                                                    | 2002 | Audioslave                       | "Like a Stone"                                     | 25 de novembre de 2015 |
| N/D                                                    | 1980 | Judas Priest                     | "Living After Midnight"                            | 25 de novembre de 2015 |
| N/D                                                    | 2015 | Scott Weiland & The Wildabouts   | "Modzilla"                                         | 25 de novembre de 2015 |
| N/D                                                    | 2012 | Tenacious D                      | "Rise of the Fenix"                                | 25 de novembre de 2015 |
| N/D                                                    | 1987 | Great White                      | "Rock Me"                                          | 25 de novembre de 2015 |
| N/D                                                    | 1986 | Cinderella                       | "Shake Me"                                         | 25 de novembre de 2015 |
| N/D                                                    | 1991 | R.E.M.                           | "Shiny Happy People"                               | 25 de novembre de 2015 |
| N/D                                                    | 2014 | Walk the Moon                    | "Shut Up and Dance"                                | 25 de novembre de 2015 |
| N/D                                                    | 2012 | Jack White                       | "Sixteen Saltines"                                 | 25 de novembre de 2015 |
| N/D                                                    | 2013 | Jake Bugg                        | "Slumville Sunrise"                                | 25 de novembre de 2015 |
| N/D                                                    | 2013 | Kings of Leon                    | "Supersoaker"                                      | 25 de novembre de 2015 |
| N/D                                                    | 1985 | Heart                            | "What About Love"                                  | 25 de novembre de 2015 |
| N/D                                                    | 1985 | The Outfield                     | "Your Love"                                        | 25 de novembre de 2015 |
| Class of 2015                                          | 2015 | Nothing But Thieves              | "Ban All the Music"                                | 2 de desembre de 2015  |
| Class of 2015                                          | 2015 | The Bots                         | "Blinded"                                          | 2 de desembre de 2015  |
| Class of 2015                                          | 2014 | Pulled Apart by Horses           | "Hot Squash"                                       | 2 de desembre de 2015  |
| Rock the Ages: The 90s                                 | 2015 | The Offspring                    | "Pretty Fly (for a White Guy)"                     | 2 de desembre de 2015  |
| Rock the Ages: The 90s                                 | 2015 | Marcy Playground                 | "Sex and Candy"                                    | 2 de desembre de 2015  |
| Rock the Ages: The 90s                                 | 2015 | Alice In Chains                  | "Them Bones"                                       | 2 de desembre de 2015  |
| Country Flavor                                         | 2012 | Carrie Underwood                 | "Good Girl"                                        | 9 de desembre de 2015  |
| Country Flavor                                         | 2015 | Ashley Clark                     | "Greyhound"                                        | 9 de desembre de 2015  |
| Country Flavor                                         | 2011 | Eric Church                      | "Creepin'"                                         | 9 de desembre de 2015  |
| 2015 Rocks!                                            | 2015 | Of Mice & Men                    | "Broken Generation"                                | 9 de desembre de 2015  |
| 2015 Rocks!                                            | 2015 | Five Finger Death Punch          | "Jekyll and Hyde"                                  | 9 de desembre de 2015  |
| 2015 Rocks!                                            | 2014 | Motionless in White              | "Break the Cycle"                                  | 9 de desembre de 2015  |
| Grizfolk: Live at YouTube Space LA                     | 2015 | Grizfolk                         | "The Struggle (Live)"                              | 9 de desembre de 2015  |
| Grizfolk: Live at YouTube Space LA                     | 2015 | Grizfolk                         | "Troublemaker (Live)"                              | 9 de desembre de 2015  |
| Grizfolk: Live at YouTube Space LA                     | 2015 | Grizfolk                         | "Hymnals (Live)"                                   | 9 de desembre de 2015  |
| System of a Down Premium Show                          | 2001 | System of a Down                 | "Aerials"                                          | 16 de desembre de 2015 |
| System of a Down Premium Show                          | 2005 | System of a Down                 | "Lonely Day"                                       | 16 de desembre de 2015 |
| System of a Down Premium Show                          | 2005 | System of a Down                 | "B.Y.O.B."                                         | 16 de desembre de 2015 |
| Weezer: Live at iHeartRadio Theater & YouTube Space LA | 2015 | Weezer                           | "Undone – The Sweater Song (Live)"                 | 16 de desembre de 2015 |
| Weezer: Live at iHeartRadio Theater & YouTube Space LA | 2015 | Weezer                           | "Thank God for Girls (Live)"                       | 16 de desembre de 2015 |
| Weezer: Live at iHeartRadio Theater & YouTube Space LA | 2015 | Weezer                           | "Say It Ain't So (Live)"                           | 16 de desembre de 2015 |
| The Champions                                          | 1978 | Queen                            | "Fat Bottomed Girls"                               | 16 de desembre de 2015 |
| The Champions                                          | 1984 | Queen                            | "Hammer to Fall"                                   | 16 de desembre de 2015 |
| The Champions                                          | 1984 | Queen                            | "I Want to Break Free"                             | 16 de desembre de 2015 |
| Rock the Halls                                         | 2011 | The Killers                      | "A Great Big Sled (ft. Toni Halliday)"             | 23 de desembre de 2015 |
| Rock the Halls                                         | 2011 | All Time Low                     | "Merry Christmas, Kiss My Ass"                     | 23 de desembre de 2015 |
| Rock the Halls                                         | 2015 | The Darkness                     | "I Am Santa"                                       | 23 de desembre de 2015 |
| Christmas Rocks!                                       | 2011 | The Killers                      | "The Cowboys"                                      | 23 de desembre de 2015 |
| Christmas Rocks!                                       | 2011 | The Raveonettes                  | "The Christmas Song"                               | 23 de desembre de 2015 |
| Christmas Rocks!                                       | 2013 | The Darkness                     | "Christmas Time (Don't Let the Bells End)"         | 23 de desembre de 2015 |
| Party Party Party!                                     | 2001 | Andrew W.K.                      | "Party Hard"                                       | 23 de desembre de 2015 |
| Party Party Party!                                     | 2014 | Twin Atlantic                    | "Fall Into the Party"                              | 23 de desembre de 2015 |
| Party Party Party!                                     | 2014 | Steel Panther                    | "Party Like Tomorrow Is the End of the World"      | 23 de desembre de 2015 |
| The Dead Weather Live Performance Videos               | 2015 | The Dead Weather                 | "Be Still (Live)"                                  | 30 de desembre de 2015 |
| The Dead Weather Live Performance Videos               | 2015 | The Dead Weather                 | "I Feel Love (Every Million Miles) (Live)"         | 30 de desembre de 2015 |
| The Dead Weather Live Performance Videos               | 2015 | The Dead Weather                 | "Let Me Through (Live)"                            | 30 de desembre de 2015 |
| Return of the Classics                                 | 1981 | Loverboy                         | "Working for the Weekend"                          | 30 de desembre de 2015 |
| Return of the Classics                                 | 1982 | Survivor                         | "Children of the Night"                            | 30 de desembre de 2015 |
| Return of the Classics                                 | 1980 | Pat Benatar                      | "You Better Run"                                   | 30 de desembre de 2015 |
| N/D                                                    | 2012 | The Gaslight Anthem              | "45"                                               | 30 de desembre de 2015 |
| N/D                                                    | 2012 | Soundgarden                      | "Been Away Too Long"                               | 30 de desembre de 2015 |
| N/D                                                    | 2013 | The 1975                         | "Girls"                                            | 30 de desembre de 2015 |
| N/D                                                    | 2012 | Of Monsters and Men              | "Mountain Sound"                                   | 30 de desembre de 2015 |
| N/D                                                    | 2001 | Blink-182                        | "The Rock Show"                                    | 30 de desembre de 2015 |
| N/D                                                    | 2014 | Rise Against                     | "Tragedy + Time"                                   | 30 de desembre de 2015 |
| N/D                                                    | 2006 | The Killers                      | "When You Were Young"                              | 30 de desembre de 2015 |
| New Rock Revolution                                    | 2014 | Lower Than Atlantis              | "English Kids In America"                          | 5 de gener de 2016     |
| New Rock Revolution                                    | 2014 | Mallory Knox                     | "When Are We Waking Up?"                           | 5 de gener de 2016     |
| New Rock Revolution                                    | 2012 | Don Broco                        | "Priorities"                                       | 5 de gener de 2016     |
| Festival Anthems                                       | 2008 | Kings of Leon                    | "Use Somebody"                                     | 5 de gener de 2016     |
| Festival Anthems                                       | 2004 | The Killers                      | "Mr. Brightside"                                   | 5 de gener de 2016     |
| Festival Anthems                                       | 2013 | Biffy Clyro                      | "Black Chandelier"                                 | 5 de gener de 2016     |
| AAA Metal                                              | 2014 | Bring Me the Horizon             | "Drown"                                            | 12 de gener de 2016    |
| AAA Metal                                              | 2015 | Marilyn Manson                   | "Deep Six"                                         | 12 de gener de 2016    |
| AAA Metal                                              | 2012 | Pierce the Veil                  | "Bulls in the Bronx"                               | 12 de gener de 2016    |
| Rock Till You Drop                                     | 2014 | Nickelback                       | "Get 'Em Up"                                       | 12 de gener de 2016    |
| Rock Till You Drop                                     | 2015 | Joe Satriani                     | "Shockwave Supernova"                              | 12 de gener de 2016    |
| Rock Till You Drop                                     | 2014 | Weezer                           | "Back to the Shack"                                | 12 de gener de 2016    |
| Indie Pop Hits                                         | 2014 | Little Daylight                  | "Mona Lisa"                                        | 12 de gener de 2016    |
| Indie Pop Hits                                         | 2015 | COIN                             | "Run"                                              | 12 de gener de 2016    |
| Indie Pop Hits                                         | 2014 | The Colourist                    | "We Won't Go Home"                                 | 12 de gener de 2016    |
| Pop Power!                                             | 2014 | 5 Seconds of Summer              | "She Looks So Perfect"                             | 19 de gener de 2016    |
| Pop Power!                                             | 2014 | Sheppard                         | "Geronimo"                                         | 19 de gener de 2016    |
| Pop Power!                                             | 2013 | Sky Ferreira                     | "You're Not the One"                               | 19 de gener de 2016    |
| Fall Out Boy Live From KROQ Almost Acoustic Christmas  | 2015 | Fall Out Boy                     | "Centuries (Live)"                                 | 19 de gener de 2016    |
| Fall Out Boy Live From KROQ Almost Acoustic Christmas  | 2015 | Fall Out Boy                     | "Irresistible (Live)"                              | 19 de gener de 2016    |
| Fall Out Boy Live From KROQ Almost Acoustic Christmas  | 2015 | Fall Out Boy                     | "Uma Thurman (Live)"                               | 19 de gener de 2016    |
| Def Leppard: On Through The Ages                       | 2015 | Def Leppard                      | "Dangerous"                                        | 26 de gener de 2016    |
| Def Leppard: On Through The Ages                       | 2015 | Def Leppard                      | "Let's Go"                                         | 26 de gener de 2016    |
| Def Leppard: On Through The Ages                       | 1983 | Def Leppard                      | "Rock of Ages"                                     | 26 de gener de 2016    |
| Indie Rock Anthems                                     | 2006 | The Strokes                      | "You Only Live Once"                               | 26 de gener de 2016    |
| Indie Rock Anthems                                     | 2013 | Miles Kane                       | "Don't Forget Who You Are"                         | 26 de gener de 2016    |
| Indie Rock Anthems                                     | 2014 | Skaters                          | "Miss Teen Massachusetts"                          | 26 de gener de 2016    |
| Guitar Legends                                         | 2015 | Seasick Steve                    | "Summertime Boy"                                   | 2 de febrer de 2016    |
| Guitar Legends                                         | 1989 | Stevie Ray Vaughan               | "Crossfire"                                        | 2 de febrer de 2016    |
| Guitar Legends                                         | 2012 | Jack White                       | "Freedom at 21"                                    | 2 de febrer de 2016    |
| London Calling                                         | 2015 | Only Real                        | "Can't Get Happy"                                  | 2 de febrer de 2016    |
| London Calling                                         | 2015 | Rival State                      | "Keepsake"                                         | 2 de febrer de 2016    |
| London Calling                                         | 2015 | Slaves                           | "Cheer Up London"                                  | 2 de febrer de 2016    |
| Shred-a-Thon                                           | 2006 | DragonForce                      | "Through the Fire and Flames"                      | 3 de febrer de 2016    |
| Ballads of Love                                        | 2007 | Chris Cornell                    | "Arms Around Your Love"                            | 10 de febrer de 2016   |
| Ballads of Love                                        | 2003 | Hoobastank                       | "The Reason"                                       | 10 de febrer de 2016   |
| Ballads of Love                                        | 1998 | Goo Goo Dolls                    | "Iris"                                             | 10 de febrer de 2016   |
| Love on the Rocks                                      | 1986 | Bon Jovi                         | "You Give Love a Bad Name"                         | 10 de febrer de 2016   |
| Love on the Rocks                                      | 2013 | Motörhead                        | "Heartbreaker"                                     | 10 de febrer de 2016   |
| Love on the Rocks                                      | 2003 | The Darkness                     | "I Believe in a Thing Called Love"                 | 10 de febrer de 2016   |
| And The Nominees Are...                                | 2015 | Elle King                        | "Ex's and Oh's"                                    | 10 de febrer de 2016   |
| And The Nominees Are...                                | 2015 | Highly Suspect                   | "Lydia"                                            | 10 de febrer de 2016   |
| And The Nominees Are...                                | 2015 | Courtney Barnett                 | "Nobody Really Cares If You Don't Go to the Party" | 10 de febrer de 2016   |
| Wolfmother: On The Road to Victory                     | 2015 | Wolfmother                       | "Victorious"                                       | 17 de febrer de 2016   |
| Wolfmother: On The Road to Victory                     | 2009 | Wolfmother                       | "New Moon Rising"                                  | 17 de febrer de 2016   |
| Wolfmother: On The Road to Victory                     | 2005 | Wolfmother                       | "Love Train"                                       | 17 de febrer de 2016   |
| Trailblazers: UK Rising                                | 2015 | Blossoms                         | "Cut Me and I'll Bleed"                            | 24 de febrer de 2016   |
| Trailblazers: UK Rising                                | 2016 | Black Peaks                      | "Glass Built Castles"                              | 24 de febrer de 2016   |
| Trailblazers: UK Rising                                | 2015 | WHITE                            | "Future Pleasures"                                 | 24 de febrer de 2016   |
| Rock The Ages: 1994                                    | 1994 | Soundgarden                      | "The Day I Tried to Live"                          | 24 de febrer de 2016   |
| Rock The Ages: 1994                                    | 1994 | Corrosion of Conformity          | "Albatross"                                        | 24 de febrer de 2016   |
| Rock The Ages: 1994                                    | 1994 | Weezer                           | "Say It Ain't So"                                  | 24 de febrer de 2016   |
| Hair Metal Mayhem                                      | 198  | Poison                           | "Nothin' but a Good Time"                          | 1 de març de 2016      |
| Hair Metal Mayhem                                      | 198  | Mötley Crüe                      | "Girls, Girls, Girls"                              | 1 de març de 2016      |
| Hair Metal Mayhem                                      | 198  | L.A. Guns                        | "Rip and Tear"                                     | 1 de març de 2016      |
| Back To The Eighties                                   | 1983 | Quiet Riot                       | "Metal Health (Bang Your Head)"                    | 1 de març de 2016      |
| Back To The Eighties                                   | 1985 | Europe                           | "Rock the Night"                                   | 1 de març de 2016      |
| Back To The Eighties                                   | 1988 | Lita Ford                        | "Kiss Me Deadly"                                   | 1 de març de 2016      |
| Stadium Rock Anthems                                   | 1986 | Bon Jovi                         | "Livin' on a Prayer"                               | 1 de març de 2016      |
| Stadium Rock Anthems                                   | 1987 | Def Leppard                      | "Pour Some Sugar on Me"                            | 1 de març de 2016      |
| Stadium Rock Anthems                                   | 1987 | Kiss                             | "Crazy Crazy Nights"                               | 1 de març de 2016      |
| Rock The Ages: 2003                                    | 2004 | Incubus                          | "Megalomaniac"                                     | 8 de març de 2016      |
| Rock The Ages: 2003                                    | 2003 | Chevelle                         | "Send the Pain Below"                              | 8 de març de 2016      |
| Rock The Ages: 2003                                    | 2003 | Marilyn Manson                   | "mOBSCENE"                                         | 8 de març de 2016      |
| Women That Rock                                        | 2014 | St. Vincent                      | "Birth in Reverse"                                 | 8 de març de 2016      |
| Women That Rock                                        | 2013 | Deap Vally                       | "Gonna Make My Own Money"                          | 8 de març de 2016      |
| Women That Rock                                        | 2015 | Halestorm                        | "Apocalyptic"                                      | 8 de març de 2016      |
| Best Of Austin                                         | 2015 | Puppy                            | "The Great Beyond"                                 | 15 de març de 2016     |
| Best Of Austin                                         | 2015 | Dilly Dally                      | "Purple Rage"                                      | 15 de març de 2016     |
| Best Of Austin                                         | 2015 | The Family Rain                  | "What Are You Afraid Of?"                          | 15 de març de 2016     |
| St. Patrick's Day Party                                | 2002 | Flogging Molly                   | "Drunken Lullabies"                                | 15 de març de 2016     |
| St. Patrick's Day Party                                | 2010 | Two Door Cinema Club             | "What You Know"                                    | 15 de març de 2016     |
| St. Patrick's Day Party                                | 2001 | Ash                              | "Burn Baby Burn"                                   | 15 de març de 2016     |
| Austin Rocks!                                          | 2015 | The Gills                        | "Rubberband"                                       | 15 de març de 2016     |
| Austin Rocks!                                          | 2015 | Worriers                         | "Most Space"                                       | 15 de març de 2016     |
| Austin Rocks!                                          | 2014 | Lyger                            | "Stroke"                                           | 15 de març de 2016     |
| Rock vs. Hip Hop                                       | 2010 | Kid Cudi                         | "Erase Me (ft. Kanye West)"                        | 22 de març de 2016     |
| Rock vs. Hip Hop                                       | 2014 | Liam Bailey                      | "Villain (ft. ASAP Ferg)"                          | 22 de març de 2016     |
| Rock vs. Hip Hop                                       | 2008 | Kevin Rudolf                     | "Let It Rock (ft. Lil Wayne)"                      | 22 de març de 2016     |
| Punk Rock Connection                                   | 2008 | The Gaslight Anthem              | "The '59 Sound"                                    | 22 de març de 2016     |
| Punk Rock Connection                                   | 2015 | Four Year Strong                 | "Go Down In History"                               | 22 de març de 2016     |
| Punk Rock Connection                                   | 2015 | Anti-Flag                        | "Brandenburg Gate (ft. Tim Armstrong)"             | 22 de març de 2016     |
| Blacklisted                                            | 2014 | Black Veil Brides                | "Goodbye Agony"                                    | 29 de març de 2016     |
| Blacklisted                                            | 2011 | Black Tide                       | "Walking Dead Man"                                 | 29 de març de 2016     |
| Blacklisted                                            | 2014 | Black Stone Cherry               | "Me and Mary Jane"                                 | 29 de març de 2016     |
| Back To The 90s                                        | 1990 | Alice In Chains                  | "Man in the Box"                                   | 29 de març de 2016     |
| Back To The 90s                                        | 1993 | Cracker                          | "Low"                                              | 29 de març de 2016     |
| Back To The 90s                                        | 1990 | Rage Against the Machine         | "Sleep Now in the Fire"                            | 29 de març de 2016     |
| Everybody Wants The Struts                             | 2014 | The Struts                       | "Could Have Been Me"                               | 5 d'abril de 2016      |
| Everybody Wants The Struts                             | 2014 | The Struts                       | "Kiss This"                                        | 5 d'abril de 2016      |
| Everybody Wants The Struts                             | 2014 | The Struts                       | "Put Your Money On Me"                             | 5 d'abril de 2016      |
| Pop Punk 2002                                          | 2002 | Sum 41                           | "Still Waiting"                                    | 5 d'abril de 2016      |
| Pop Punk 2002                                          | 2002 | Good Charlotte                   | "Lifestyles of the Rich and Famous"                | 5 d'abril de 2016      |
| Pop Punk 2002                                          | 2001 | American Hi-Fi                   | "Flavor of the Weak"                               | 5 d'abril de 2016      |
| Indio Rocks                                            | 2015 | The 1975                         | "Love Me"                                          | 12 d'abril de 2016     |
| Indio Rocks                                            | 2015 | Wolf Alice                       | "Giant Peach"                                      | 12 d'abril de 2016     |
| Indio Rocks                                            | 2015 | DMA's                            | "Delete"                                           | 12 d'abril de 2016     |
| Desert Rising                                          | 2015 | BØRNS                            | "Electric Love"                                    | 19 d'abril de 2016     |
| Desert Rising                                          | 2015 | Of Monsters and Men              | "Empire"                                           | 19 d'abril de 2016     |
| Desert Rising                                          | 1995 | Rancid                           | "Ruby Soho"                                        | 19 d'abril de 2016     |
| Face Melting Metal 2                                   | 2015 | August Burns Red                 | "Identity"                                         | 19 d'abril de 2016     |
| Face Melting Metal 2                                   | 2013 | Bullet for My Valentine          | "Raising Hell"                                     | 19 d'abril de 2016     |
| Face Melting Metal 2                                   | 2014 | Arch Enemy                       | "War Eternal"                                      | 19 d'abril de 2016     |
| Festival Headliners                                    | 2013 | Bon Jovi                         | "Because We Can"                                   | 26 d'abril de 2016     |
| Festival Headliners                                    | 2010 | Kings of Leon                    | "Radioactive"                                      | 26 d'abril de 2016     |
| Festival Headliners                                    | 1982 | Judas Priest                     | "You've Got Another Thing Comin'"                  | 26 d'abril de 2016     |
| The New Cool                                           | 2013 | Kurt Vile                        | "Never Run Away"                                   | 3 de maig de 2016      |
| The New Cool                                           | 2015 | Title Fight                      | "Rose of Sharon"                                   | 3 de maig de 2016      |
| The New Cool                                           | 2014 | Benjamin Booker                  | "Violent Shiver"                                   | 3 de maig de 2016      |
| Brit Icons: Manic Street Preachers                     | 1992 | Manic Street Preachers           | "Motorcycle Emptiness"                             | 10 de maig de 2016     |
| Brit Icons: Manic Street Preachers                     | 1998 | Manic Street Preachers           | "You Stole the Sun from My Heart"                  | 10 de maig de 2016     |
| Brit Icons: Manic Street Preachers                     | 2007 | Manic Street Preachers           | "Your Love Alone Is Not Enough (ft. Nina Persson)" | 10 de maig de 2016     |
| Dance Meets Rock                                       | 2014 | The Crystal Method               | "Sling the Decks"                                  | 17 de maig de 2016     |
| Dance Meets Rock                                       | 2013 | Modestep                         | "Another Day (ft. Popeska)"                        | 17 de maig de 2016     |
| Dance Meets Rock                                       | 2010 | Pendulum                         | "Witchcraft"                                       | 17 de maig de 2016     |
| Hard Rock Heroes                                       | 2014 | Adelitas Way                     | "Dog on a Leash"                                   | 24 de maig de 2016     |
| Hard Rock Heroes                                       | 2015 | Papa Roach                       | "Face Everything and Rise"                         | 24 de maig de 2016     |
| Hard Rock Heroes                                       | 2013 | Stone Sour                       | "Do Me a Favor"                                    | 24 de maig de 2016     |
| Magic Of The Movies                                    | 1990 | Jon Bon Jovi                     | "Blaze of Glory"                                   | 31 de maig de 2016     |
| Magic Of The Movies                                    | 1985 | Simple Minds                     | "Don't You (Forget About Me)"                      | 31 de maig de 2016     |
| Magic Of The Movies                                    | 1981 | Rick Springfield                 | "Jessie's Girl"                                    | 31 de maig de 2016     |
| Bar Classics                                           | 1998 | Semisonic                        | "Closing Time"                                     | 7 de juny de 2016      |
| Bar Classics                                           | 1992 | Bon Jovi                         | "I'll Sleep When I'm Dead"                         | 7 de juny de 2016      |
| Bar Classics                                           | 1991 | Spin Doctors                     | "Two Princes"                                      | 7 de juny de 2016      |
| Dad Loves Rock                                         | 1975 | Kiss                             | "Rock and Roll All Nite"                           | 14 de juny de 2016     |
| Dad Loves Rock                                         | 1983 | Blue Öyster Cult                 | "Take Me Away"                                     | 14 de juny de 2016     |
| Dad Loves Rock                                         | 1979 | Rainbow                          | "Since You Been Gone"                              | 14 de juny de 2016     |
| Pop Punk Invasion                                      | 2002 | New Found Glory                  | "My Friends Over You"                              | 21 de juny de 2016     |
| Pop Punk Invasion                                      | 2007 | Good Charlotte                   | "The River (ft. M. Shadows and Synyster Gates)"    | 21 de juny de 2016     |
| Pop Punk Invasion                                      | 2015 | Sleeping with Sirens             | "Go Go Go"                                         | 21 de juny de 2016     |
| Metal Hits The Road                                    | 2014 | Crown the Empire                 | "Bloodline"                                        | 28 de juny de 2016     |
| Metal Hits The Road                                    | 2014 | Motionless in White              | "Reincarnate"                                      | 28 de juny de 2016     |
| Metal Hits The Road                                    | 2013 | Issues                           | "Hooligans"                                        | 28 de juny de 2016     |
| Indie Fest Special                                     | 2011 | The Strokes                      | "Taken for a Fool"                                 | 5 de juliol de 2016    |
| Indie Fest Special                                     | 2015 | Kurt Vile                        | "Pretty Pimpin'"                                   | 5 de juliol de 2016    |
| Indie Fest Special                                     | 2012 | Passion Pit                      | "Carried Away"                                     | 5 de juliol de 2016    |
| Summer Tunes                                           | 2015 | Cheerleader                      | "Sunshine of Your Youth"                           | 12 de juliol de 2016   |
| Summer Tunes                                           | 2014 | The Pains of Being Pure at Heart | "Until the Sun Explodes"                           | 12 de juliol de 2016   |
| Summer Tunes                                           | 2012 | Walk the Moon                    | "Anna Sun"                                         | 12 de juliol de 2016   |
| Classic Rock Fest                                      | 1982 | Cheap Trick                      | "If You Want My Love"                              | 19 de juliol de 2016   |
| Classic Rock Fest                                      | 1979 | Iggy Pop                         | "Five Foot One"                                    | 19 de juliol de 2016   |
| Classic Rock Fest                                      | 2003 | Jane's Addiction                 | "Just Because"                                     | 19 de juliol de 2016   |
| Guitar Hero Classics Volume 1                          | 1997 | Blink-182                        | "Dammit"                                           | 26 de juliol de 2016   |
| Guitar Hero Classics Volume 1                          | 1996 | Sublime                          | "Santeria"                                         | 26 de juliol de 2016   |
| Guitar Hero Classics Volume 1                          | 1992 | Helmet                           | "Unsung"                                           | 26 de juliol de 2016   |
| Guitar Hero Classics Volume 2                          | 2000 | 3 Doors Down                     | "Kryptonite"                                       | 2 d'agost de 2016      |
| Guitar Hero Classics Volume 2                          | 1994 | Alice In Chains                  | "No Excuses"                                       | 2 d'agost de 2016      |
| Guitar Hero Classics Volume 2                          | 2004 | Modest Mouse                     | "Ocean Breathes Salty"                             | 2 d'agost de 2016      |
| Rock The School Bus                                    | 1997 | Marcy Playground                 | "Saint Joe on the School Bus"                      | 9 d'agost de 2016      |
| Rock The School Bus                                    | 2013 | The Neighbourhood                | "Sweater Weather"                                  | 9 d'agost de 2016      |
| Rock The School Bus                                    | 1992 | Cracker                          | "Teen Angst (What the World Needs Now)"            | 9 d'agost de 2016      |
| Summer Rock Fest                                       | 2012 | Jake Bugg                        | "Taste It"                                         | 16 d'agost de 2016     |
| Summer Rock Fest                                       | 2005 | Wolfmother                       | "Dimension"                                        | 16 d'agost de 2016     |
| Summer Rock Fest                                       | 2003 | Andrew W.K.                      | "Your Rules"                                       | 16 d'agost de 2016     |
| Indie Rock Special: Young The Giant                    | 2014 | Young the Giant                  | "It's About Time"                                  | 23 d'agost de 2016     |
| Indie Rock Special: Young The Giant                    | 2016 | Young the Giant                  | "Something to Believe In"                          | 23 d'agost de 2016     |
| Indie Rock Special: Young The Giant                    | 2016 | Young the Giant                  | "Silvertongue"                                     | 23 d'agost de 2016     |
| After School Special                                   | 2007 | Sum 41                           | "Underclass Hero"                                  | 30 d'agost de 2016     |
| After School Special                                   | 2011 | Foster the People                | "Pumped Up Kicks"                                  | 30 d'agost de 2016     |
| After School Special                                   | 1988 | Britny Fox                       | "Girlschool"                                       | 30 d'agost de 2016     |
| Face Melting Metal 3                                   | 2010 | Bullet for My Valentine          | "Your Betrayal"                                    | 6 de setembre de 2016  |
| Face Melting Metal 3                                   | 2000 | Marilyn Manson                   | "The Fight Song"                                   | 6 de setembre de 2016  |
| Face Melting Metal 3                                   | 2005 | Arch Enemy                       | "My Apocalypse"                                    | 6 de setembre de 2016  |
| Women In Rock                                          | 2014 | Chrissie Hynde                   | "Down the Wrong Way"                               | 13 de setembre de 2016 |
| Women In Rock                                          | 1997 | Veruca Salt                      | "Volcano Girls"                                    | 13 de setembre de 2016 |
| Women In Rock                                          | 2009 | Gossip                           | "Heavy Cross"                                      | 13 de setembre de 2016 |
| Go Glam!                                               | 1989 | Warrant                          | "Down Boys"                                        | 20 de setembre de 2016 |
| Go Glam!                                               | 1989 | Tesla                            | "The Way It Is"                                    | 20 de setembre de 2016 |
| Go Glam!                                               | 1989 | Great White                      | "Once Bitten, Twice Shy"                           | 20 de setembre de 2016 |
| Country Rock Showdown                                  | 2014 | Carrie Underwood                 | "Something in the Water"                           | 27 de setembre de 2016 |
| Country Rock Showdown                                  | 2015 | Easton Corbin                    | "Let's Ride"                                       | 27 de setembre de 2016 |
| Country Rock Showdown                                  | 2013 | Billy Currington                 | "Hey Girl"                                         | 27 de setembre de 2016 |
| 80s Rock Classics                                      | 1987 | Cinderella                       | "Somebody Save Me"                                 | 4 d'octubre de 2016    |
| 80s Rock Classics                                      | 1984 | Autograph                        | "Turn Up the Radio"                                | 4 d'octubre de 2016    |
| 80s Rock Classics                                      | 1987 | Sammy Hagar                      | "Hands and Knees"                                  | 4 d'octubre de 2016    |
| 90s Rock Classics                                      | 1998 | Dave Matthews Band               | "Stay (Wasting Time)"                              | 11 d'octubre de 2016   |
| 90s Rock Classics                                      | 1992 | Blind Melon                      | "No Rain"                                          | 11 d'octubre de 2016   |
| 90s Rock Classics                                      | 1991 | R.E.M.                           | "Losing My Religion"                               | 11 d'octubre de 2016   |
| Forever Classic Rock                                   | 1985 | Starship                         | "We Built This City"                               | 25 d'octubre de 2016   |
| Forever Classic Rock                                   | 1981 | Rush                             | "Tom Sawyer"                                       | 25 d'octubre de 2016   |
| Forever Classic Rock                                   | 1976 | Kansas                           | "Carry On Wayward Son"                             | 25 d'octubre de 2016   |
| 90s Rock Pioneers                                      | 1990 | Living Colour                    | "Type"                                             | 15 de novembre de 2016 |
| 90s Rock Pioneers                                      | 2004 | Slipknot                         | "Duality"                                          | 15 de novembre de 2016 |
| 90s Rock Pioneers                                      | 1992 | Joe Satriani                     | "Summer Song"                                      | 15 de novembre de 2016 |
| Rock From Across The Pond                              | 2015 | The Darkness                     | "Barbarian"                                        | 6 de desembre de 2016  |
| Rock From Across The Pond                              | 2014 | Spiders                          | "Why Don't You?"                                   | 6 de desembre de 2016  |
| Rock From Across The Pond                              | 2015 | Turbowolf                        | "Rabbits Foot"                                     | 6 de desembre de 2016  |
| Alt Rock Bests                                         | 2001 | Alien Ant Farm                   | "Movies"                                           | 3 de gener de 2017     |
| Alt Rock Bests                                         | 2016 | 3 Doors Down                     | "In the Dark"                                      | 3 de gener de 2017     |
| Alt Rock Bests                                         | 2015 | Don Broco                        | "Money Power Fame"                                 | 3 de gener de 2017     |
| 00's Rock Classics                                     | 2004 | The Killers                      | "Somebody Told Me"                                 | 31 de gener de 2017    |
| 00's Rock Classics                                     | 2002 | Pearl Jam                        | "I Am Mine"                                        | 31 de gener de 2017    |
| 00's Rock Classics                                     | 2005 | The All-American Rejects         | "Move Along"                                       | 31 de gener de 2017    |
| 'Til Death Do Us Rock                                  | 1991 | Corrosion of Conformity          | "Dance of the Dead"                                | 28 de febrer de 2017   |
| 'Til Death Do Us Rock                                  | 2015 | While She Sleeps                 | "Brainwashed"                                      | 28 de febrer de 2017   |
| 'Til Death Do Us Rock                                  | 1994 | Soundgarden                      | "Black Hole Sun"                                   | 28 de febrer de 2017   |
| LA Rocks                                               | 2015 | Colleen Green                    | "TV"                                               | 4 d'abril de 2017      |
| LA Rocks                                               | 2015 | The Mowgli's                     | "I'm Good"                                         | 4 d'abril de 2017      |
| LA Rocks                                               | 2014 | DOROTHY                          | "After Midnight"                                   | 4 d'abril de 2017      |
| New Rock Heroes                                        | 2016 | DAVIS                            | "Two Cents"                                        | 2 de maig de 2017      |
| New Rock Heroes                                        | 2012 | Jake Bugg                        | "Two Fingers"                                      | 2 de maig de 2017      |
| New Rock Heroes                                        | 2016 | Kongos                           | "Take It From Me"                                  | 2 de maig de 2017      |
| Face Melting Metal 4                                   | 2014 | Beartooth                        | "The Lines"                                        | 6 de juny de 2017      |
| Face Melting Metal 4                                   | 2014 | In Flames                        | "Rusted Nail"                                      | 6 de juny de 2017      |
| Face Melting Metal 4                                   | 2013 | Trivium                          | "Through Blood and Dirt and Bone"                  | 6 de juny de 2017      |
| Ultimate Tour Line Up                                  | 2012 | Young Guns                       | "Bones"                                            | 10 d'abril de 2018     |